# Mladost 1 (metropolitana di Sofia)
Mladost 1 è una stazione delle linee M1 e M4 della metropolitana di Sofia. La M1 prosegue poi verso Business Park Sofia mentre la M4 verso Sofia Airport.
La stazione fu inaugurata nel 2009 in sotterranea, in prossimità di Boulevard Andrey Sakharov Street. In coincidenza di questa stazione si troviano le linee di autobus 4, 88, 111, 113, 314 e il filobus 5.